# 自傷
自傷（self-harm，self-injury）是有意且直接地傷害身體組織的行為，當事人一般沒有自殺的意圖。无论是否有自杀意图, “自残”经常被滥用于任何有自我伤害的情况。 較近期的文獻多會使用“自我傷害”和“自傷”去取代較不中立的「自殘」，特別是《精神疾病診斷與統計手冊第五版》出版以後。
最常見的自傷方法是使用尖銳的物體割破當事人自身的皮膚，但自傷也包括各式各樣的行為，包括自焚、划伤身體部位、把身體撞向硬物、用拳頭或其他會造成傷害的物件打向自己、干擾傷口癒合（摳皮症）、拔毛（拔毛癖），以及攝入有毒物質。
物質濫用和进食障碍一般不會視作自傷，因為所造成的組織損傷通常都是無意的附加後果。以及纹身和穿孔等社会可接受的身体修饰一也不被认为是自我伤害。然而，相關定義的界線並不總是明確的：如果當事人故意以一些通常不視作自傷的行為傷害自己，那麼亦可界定為自傷。
雖然自殺並不是自傷者的意圖，但自傷與自殺之間仍存在複雜的關係。自傷行為可能具有潛在的致命風險。另外，自傷者擁有相對較高的自殺風險，研究表明40%至60%的自殺者亦曾出現過一定程度的自傷行為。儘管如此，只有少数自残者有自杀倾向。仍不能归纳性地認定大多數自傷者最終都會自殺。
多种疾病都可以导致自我伤害。自我伤害是一些人格障碍的普遍症状。除此之外，有研究表明很多心理疾患的患者也会有该症状，包括抑郁症、焦虑症、自閉症譜系障礙、創傷後壓力症候群、精神分裂症、物质滥用、情绪障碍、进食障碍、創傷後壓力症候群、精神分裂症、解离障碍的人，以及经历性别焦虑症的人。同时该研究证明自我伤害是自我惩罚功能的一种表现形式，根据研究自我伤害的动机可能是阶段性的反分离、反自杀、寻求感觉和人际关系影响, 根据个例不同, 自我伤害的动机各不相同。在没有潜在心理健康诊断的高功能个体中也会发生自我伤害。有些人将自我伤害用作因应，暂时缓解焦虑、抑郁、压力、情绪麻木或失败感等强烈情绪。自我伤害通常与创伤史有关，包括情感和性虐待。 有许多不同的手段可用于治疗自我伤害，这些手段有些是专注于治疗根本原因, 有些是治疗自我伤害行为本身。其他方法包括回避治疗，重点是让个人忙于其他活动，或用不会导致永久损害的更安全的方法取代自我伤害的行为。
自我伤害往往始于青春期。在童年的自我伤害相对罕见，但自20世纪80年代以来，比例有所上升。老年人也有可能有自我伤害的行为。自残的老年人严重受伤和自杀的风险更高。被人类的圈养动物中, 鸟类和猴子也被观察到有自我伤害行为。关于自我伤害的一个常见观念是，这是一种寻求注意力的行为。在许多情况下，这个观念是错误的。许多自我伤害者对暴露自己伤口和疤痕非常在意，对自己的行为感到内疚，导致他们不遗余力地向他人隐瞒自己的行为。他们可能会为自己的伤害找一些借口，或用衣服隐藏他们的伤疤。